# Менхетн (Монтана)
Менхетн (енгл. Manhattan) град је у америчкој савезној држави Монтана.

## Демографија
По попису из 2010. године број становника је 1.520, што је 124 (8,9%) становника више него 2000. године.
| Група             | 2000.         | 2010.         |
| Белци             | 1.352 (96,8%) | 1.435 (94,4%) |
| Афроамериканци    | 0 (0,0%)      | 2 (0,1%)      |
| Азијати           | 4 (0,3%)      | 11 (0,7%)     |
| Хиспаноамериканци | 13 (0,9%)     | 40 (2,6%)     |
| Укупно            | 1.396         | 1.520         |